# Lithocarpus ithyphyllus
Lithocarpus ithyphyllus är en bokväxtart som beskrevs av Woon Young Chun och Ho Tseng Chang. Lithocarpus ithyphyllus ingår i släktet Lithocarpus och familjen bokväxter. Inga underarter finns listade.